# Aranylile
Az aranylile (Pluvialis apricaria) a madarak osztályának lilealakúak (Charadriiformes) rendjébe, ezen belül a lilefélék (Charadriidae) családjába tartozó faj.

## Rendszerezése
A fajt Carl von Linné svéd természettudós írta le 1758-ban, a Charadrius nembe Charadrius apricarius néven.

## Alfajai
- Pluvialis apricaria albifrons
- Pluvialis apricaria apricaria[3]

## Előfordulása
A Brit-szigetektől Skandinávián keresztül Észak-Oroszországig költ, ősszel délre vonul a tengerpartokra, de megtalálható a szárazföld belsejében is. Természetes élőhelyei a nyílt tundrák, mocsarak, lápok és tengerpartok.

### Kárpát-medencei előfordulása
Magyarországon rendszeres vendég, március-április és szeptember-december hónapokban a vonulása idején.

## Megjelenése
Testhossza 26-29 centiméter, szárnyfesztávolsága 67-76 centiméter, testtömege 160-280 gramm.
Nászruhában a hasa és a torka fekete, nyugalmi tollruhája barna, sárgás pöttyökkel.
|  |  |

## Életmódja
Rovarokkal és lárváikkal, férgekkel és más gerinctelenekkel táplálkozik.

## Szaporodása
A hím a levegőben táncot lejt, és közben énekével csábítja a tojót. csésze alakú fészkét alacsony fűbe a földre rakja, ahonnan belátja a környéket. Fészekalja 3-4 tojásból áll, amin 27-30 napig kotlik, a fiókák fészekhagyók.
|  |

## Természetvédelmi helyzete
Az elterjedési területe rendkívül nagy, egyedszáma pedig növekszik. A Természetvédelmi Világszövetség Vörös listáján nem fenyegetett fajként szerepel. Magyarországon védett, természetvédelmi értéke 25 000 forint forint.